# Platillo volador

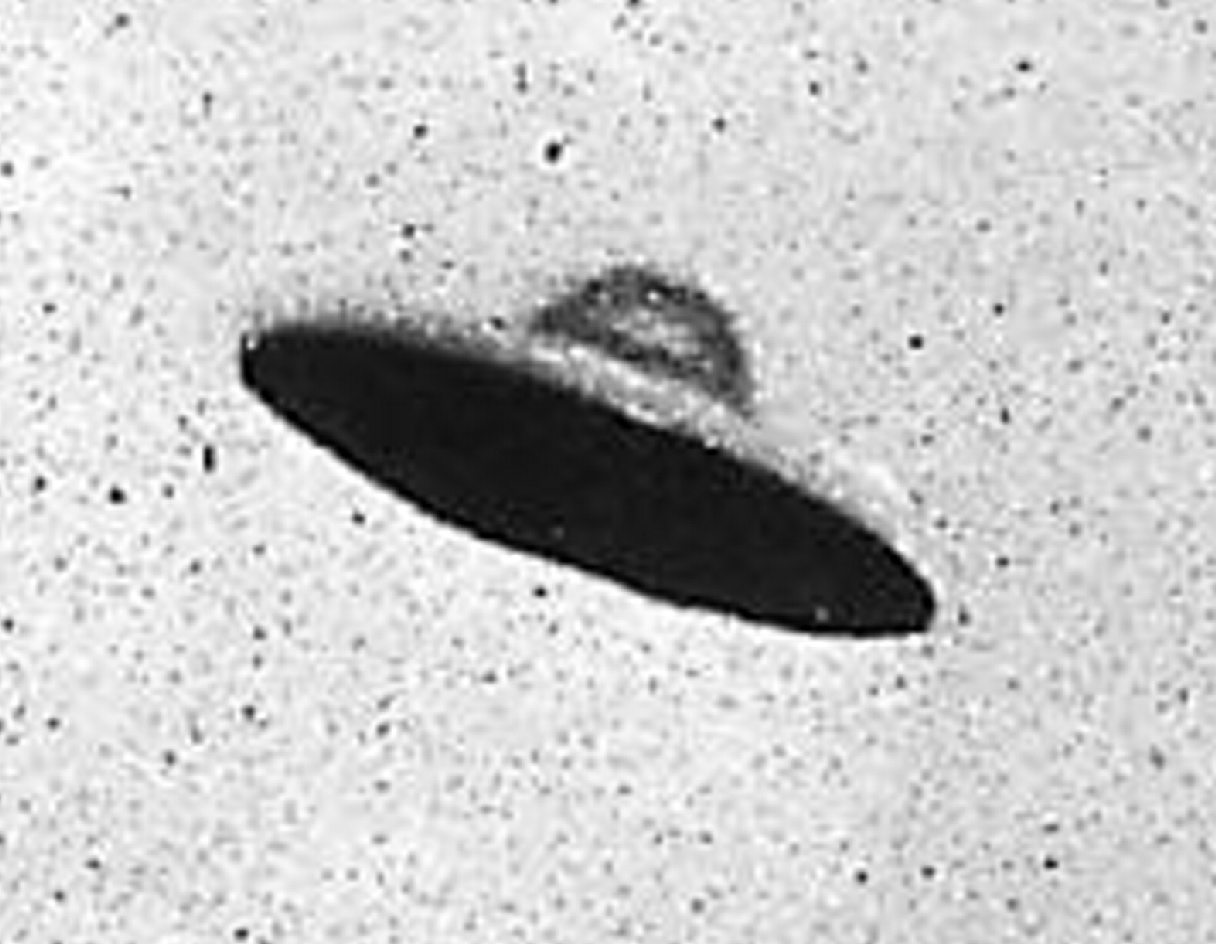
Un supuesto «platillo volador» fotografiado sobre Passaic, Nueva Jersey, en 1952.

Un platillo volador o platillo volante es un supuesto tipo de objeto volador no identificado (ovni) con forma de disco. El término fue acuñado en 1947 por los medios de comunicación estadounidenses para referirse a los objetos que, según el piloto Kenneth Arnold, volaron junto a su avión sobre el estado de Washington. En realidad, Arnold los describió con forma de búmeran, moviéndose "como platillos lanzados contra el agua", lo que fue malinterpretado y descrito por los reporteros como "platillos voladores". Los periódicos informaron sobre la historia de Arnold con estimaciones de velocidad inverosímiles para las aeronaves de la época. La historia precedió una oleada de cientos de avistamientos en todo Estados Unidos, incluyendo el Incidente de Roswell y el Avistamiento de OVNI del vuelo 105. Un piloto de la Guardia Nacional murió en 1948 persiguiendo un platillo volador, y surgieron grupos de investigación civil y teorías conspirativas sobre el tema. El concepto se extendió rápidamente a otros países. Los primeros informes especulaban sobre tecnología militar secreta, pero los platillos voladores se asociaron con extraterrestres ya para 1950. Los términos militares más generales, objeto volador no identificado (OVNI) y fenómenos anómalos no identificados (FANI), han reemplazado gradualmente el término con el tiempo.

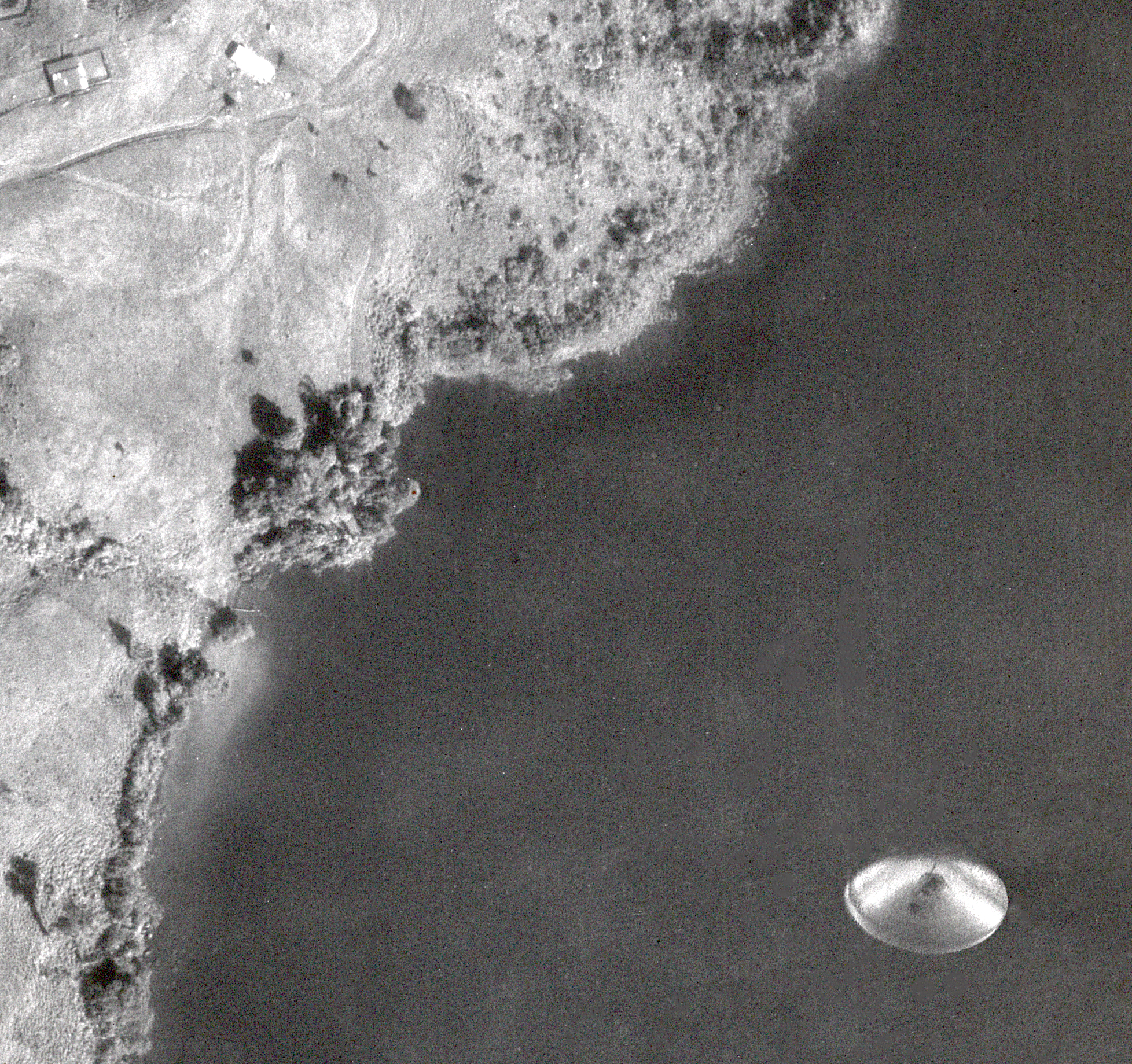
Fotografía aérea tomada sobre el Lago Cote, Costa Rica, por Sergio Loaiza (1971).

En la ciencia ficción, los avistamientos de OVNIs, las teorías conspirativas sobre OVNIs y la cultura popular en general, los platillos suelen estar pilotados por seres no humanos. La mayoría de los avistamientos reportados describen los platillos en la distancia y no mencionan tripulación. Las descripciones de las naves varían considerablemente. Los primeros informes destacaban la velocidad, pero con las décadas las descripciones se centraron en objetos que flotaban mayormente. Generalmente se dice que son redondos, a veces con una protuberancia en la parte superior, pero los detalles de la forma varían entre los informes. Los testigos describen los platillos voladores como silenciosos o ensordecedores, con luces de todos los colores, volando solos o en formación. Las estimaciones de tamaño varían desde lo suficientemente pequeños para caber en una sala de estar hasta más de 609,6 m de diámetro. Los avistamientos son más frecuentes por la noche. El astrónomo Donald Howard Menzel concluyó que los informes eran demasiado variados para describir el mismo tipo de objetos. Los expertos han identificado la mayoría de los platillos reportados como fenómenos conocidos, incluyendo objetos astronómicos como Venus, objetos aéreos como globos sonda y fenómenos ópticos como parhelios.
La cultura popular de los años 50 abrazó los platillos voladores. Los discos aparecieron en cine, televisión, literatura, música, juguetes y publicidad. Sus informes influyeron en movimientos religiosos y fueron objeto de investigaciones militares. La forma se convirtió en un símbolo visual de invasores alienígenas. Durante los años 60, la popularidad de los platillos disminuyó, ya que los OVNIs se reportaban y representaban en otras formas. Los discos dejaron de ser vistos como la forma estándar para naves alienígenas, pero aún se representan, a veces por su valor retro para evocar la era de inicios de la Guerra Fría.

## Historia

### Precursores

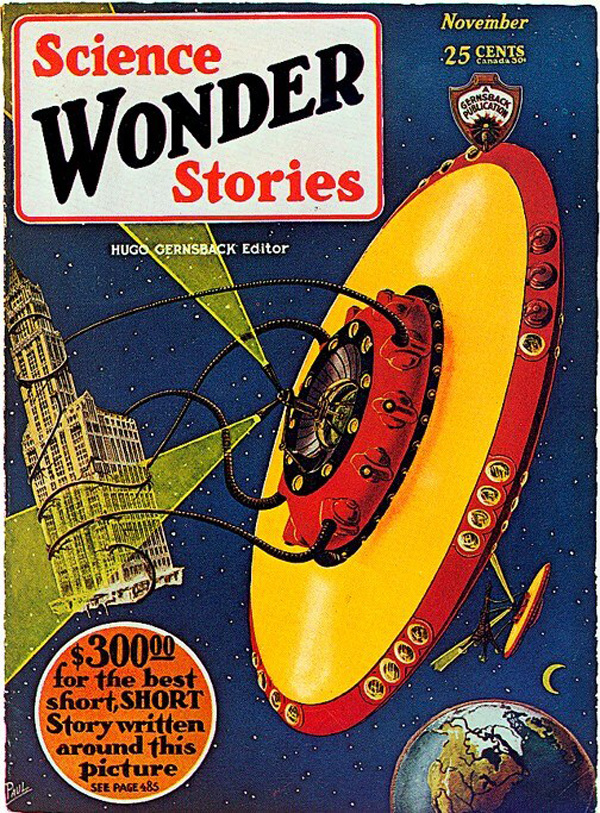
Un «platillo volador» en la portada de un número de 1929 de Science Wonder Stories.

Los informes de aeronaves fantásticas preceden a los primeros platillos voladores.: 24  En la antigüedad, luces misteriosas en el cielo se interpretaban como fenómenos espirituales. A finales del siglo XIX, muchos periódicos estadounidenses informaron sobre enormes dirigibles con luces brillantes y motores zumbantes. Estos se consideran a menudo precursores de los avistamientos de platillos voladores y OVNIs. El 25 de enero de 1878, el Denison Daily News publicó un artículo en el que John Martin, un agricultor local, informó de un objeto parecido a un globo volando «a una velocidad maravillosa». El periódico dijo que parecía del tamaño de un platillo desde su perspectiva, uno de los primeros usos de la palabra «platillo» en asociación con un OVNI. Una serie de avistamientos de dirigibles misteriosos ocurrió en Estados Unidos en 1896 y 1897. Durante la Segunda Guerra Mundial, los pilotos aliados informaron de bolas de luz que seguían a sus aviones. Llamaron a estas luces «cazas de fuego» y creían que eran aeronaves avanzadas del Eje.: 2 
Muchos aspectos del típico platillo volador aparecieron primero en la ciencia ficción.: 206–8  El sociólogo francés Bertrand Méheust señaló, por ejemplo, la novela de 1908 de Jean de La Hire, La Roue fulgurante . En la novela, una máquina voladora en forma de disco secuestra a los protagonistas mediante un rayo de luz.: 206–8  La revista de ciencia ficción Amazing Stories comenzó a publicar The Shaver Mystery en 1945. Escrito por Richard Sharpe Shaver y editado por Raymond A. Palmer, eran relatos de ciencia ficción sobre «robots perjudiciales» tecnológicamente avanzados que secuestraban humanos, pero se presentaban como un relato verídico de la vida de Shaver.: 1–3  Hasta que la revista dejó de publicar The Shaver Mystery, la columna de cartas de Amazing Stories estaba regularmente llena de lectores que compartían sus supuestos avistamientos de los robots.: 3 
Antes de que se acuñara el término platillo volador, las ilustraciones de fantasía en revistas pulp mostraban discos voladores. El físico escéptico Milton Rothman señaló la aparición de los llamados platillos voladores en las ilustraciones de fantasía de las revistas de ciencia ficción de los años 30, por artistas como Frank R. Paul. Una de las primeras representaciones de un platillo volador de Paul apareció en la portada del número de noviembre de 1929 de la revista de ciencia ficción de Hugo Gernsback, Science Wonder Stories. El ilustrador de ciencia ficción Frank Wu escribió:

El punto es que la idea de vehículos espaciales con forma de platillos volantes se grabó en la psique nacional durante muchos años antes de 1947, cuando ocurrió el incidente de Roswell. No fue necesario mucho esfuerzo para que los primeros observadores de OVNIs asumieran que los objetos desconocidos que flotaban en el cielo tenían la misma forma de disco que los vehículos de ciencia ficción.

### Orígenes

Informe de Kenneth Arnold de julio de 1947 a la inteligencia de las Fuerzas Aéreas del Ejército con bocetos.

El concepto moderno de platillo volador, incluida la asociación con extraterrestres, puede rastrearse hasta el avistamiento de OVNI de Kenneth Arnold. El 24 de junio de 1947, el empresario y piloto aficionado Kenneth Arnold aterrizó en la pista de Yakima (Washington). Contó al personal y amigos que había visto nueve objetos aéreos inusuales. Arnold estimó su velocidad en 1,700 millas por hora, más allá de las capacidades de las aeronaves conocidas. Los periódicos pronto contactaron a Arnold para entrevistas. El East Oregonian describió sus supuestas aeronaves como «parecidas a platillos». En una entrevista radiofónica del 26 de junio, Arnold los describió como «algo como un plato de pastel cortado por la mitad con una especie de triángulo convexo en la parte trasera». Los escritores de titulares acuñaron los términos «platillo volador» y «disco volante» para la historia. Arnold más tarde le dijo a CBS News que la cobertura inicial «no me citó correctamente cuando describí cómo volaban, dije que volaban como si tomaras un platillo y lo lanzaras sobre el agua. La mayoría de los periódicos malinterpretaron y citaron erróneamente eso también. Dijeron que dije que eran como platillos; yo dije que volaban de manera parecida a un platillo». La forma circular de los típicos platillos voladores puede deberse a que los reporteros confundieron la descripción de Arnold de un movimiento «parecido a un platillo».
La historia de Arnold precedió una oleada de cientos de informes de platillos voladores. El vicegobernador de Idaho Donald S. Whitehead afirmó haber visto un objeto en rápido movimiento parecido a un meteoro alrededor del momento del avistamiento de Arnold. A principios de julio, el jefe del Comando de Material Aéreo Nathan F. Twining dijo a los reporteros que «cualquiera que viera los objetos» debía contactar con Wright Field. El siguiente informe ampliamente publicitado fue el avistamiento por una tripulación de United Airlines el 4 de julio de nueve objetos más parecidos a discos que seguían a su avión sobre Idaho.: 10 
El público estaba dividido sobre el posible origen de los platillos.: 206  Arnold dijo a los oficiales de inteligencia militar que sospechaba que los discos eran aeronaves experimentales, y los primeros periódicos informaron que Arnold dijo, «No sé qué eran, a menos que fueran misiles guiados». Los medios de comunicación especularon sobre un origen soviético, y muchos veteranos de guerra los conectaron con los «cazas de fuego» vistos durante la Segunda Guerra Mundial.: 21  Una encuesta de Gallup encontró que el 90% de los estadounidenses estaban al tanto de las historias de los platillos, y el 16 por ciento creía que eran armas militares secretas, probablemente estadounidenses. La explicación más común fue algún tipo de ilusión o espejismo. Menos del uno por ciento creía que eran naves extraterrestres.: 206  Un informe desde Seattle (Washington), describió una hoz y martillo pintada en un disco volante.: 207  Las historias se extendieron a otros países, donde se vieron influenciadas por preocupaciones políticas y sociales locales. En Europa, que aún se recuperaba de la Segunda Guerra Mundial, los platillos a menudo se reportaban con características similares a cohetes. Los periódicos alemanes informaron de platillos voladores que explotaban o tenían colas de fuego. Los nombres para los discos derivaban en gran parte del inglés «flying saucer», incluyendo el francés «soucoupe volante», el español «platillo volador», el portugués «disco voador», el sueco «flygande tefat», el alemán «fliegende Untertasse» y el italiano «disco volante».: 83–6 
Los avistamientos de 1947 alcanzaron su punto máximo en los días posteriores al festivo cuatro de julio y disminuyeron rápidamente a mediados de julio. Varias organizaciones ofrecieron recompensas de 1,000 dólares por pruebas concretas. En el muy reportado Engaño del platillo volador de Twin Falls, cuatro adolescentes en Idaho fabricaron un disco estrellado con partes de una máquina de discos. El 8 de julio, la base de las Fuerzas Aéreas del Ejército en Roswell, Nuevo México, emitió un comunicado de prensa diciendo que habían recuperado un «disco volante» de un rancho cercano; el llamado Incidente OVNI de Roswell fue noticia de primera plana. Los medios internacionales cubrieron el anuncio militar de un disco estrellado, pero en 24 horas informaban la retractación del ejército y la explicación de que el material eran restos de un globo meteorológico. Para el 11 de julio, la historia más reportada fue la afirmación de un residente de North Hollywood de que un disco de hierro galvanizado de 76 cm con tubos de radio de vidrio se había estrellado en su jardín. Los periódicos citaron la evaluación del jefe de batallón de bomberos Wallace Newcombe: «No me parece que pudiera volar».
Las Fuerzas Aéreas recolectaron más de cien informes en Wright Field, ahora Base de la Fuerza Aérea Wright-Patterson (Ohio). El general de las Fuerzas Aéreas Nathan Twining estableció el Proyecto SAUCER, más tarde renombrado Proyecto Signo, el primero de una serie de investigaciones sobre OVNIs por el gobierno de EE. UU.. Otros gobiernos nacionales siguieron el ejemplo. Canadá comenzó el Proyecto Magnet y el Reino Unido lanzó el Grupo de Trabajo de Platillos Voladores en 1950, que atribuyó los informes de platillos a fenómenos meteorológicos, astronómicos, identificaciones erróneas, ilusiones ópticas o engaños.

### Desarrollo

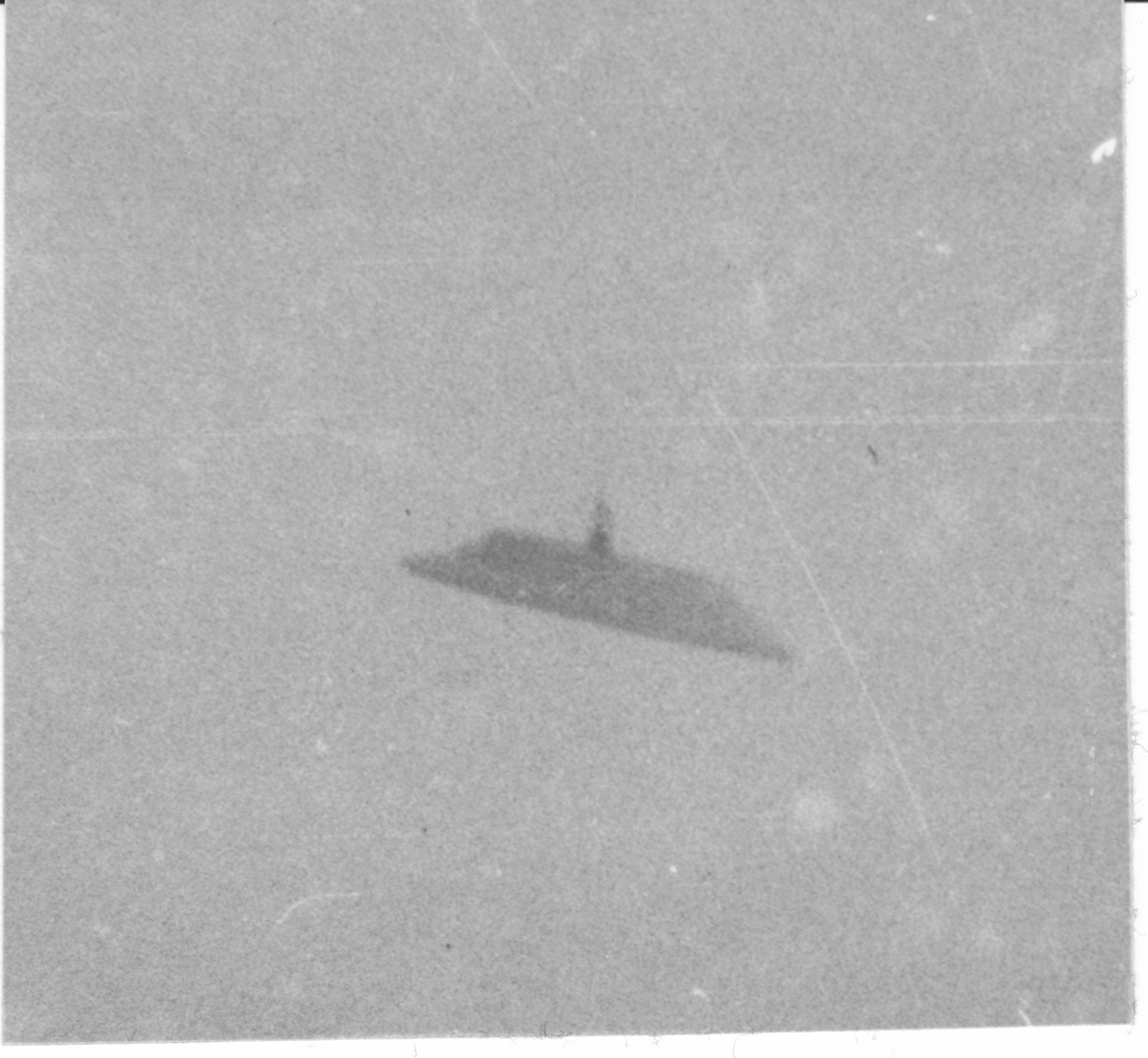
Ampliación de la segunda fotografía OVNI de McMinnville de 1950.

Para los años 50, el término «platillo volador» estaba ampliamente asociado con la vida extraterrestre.: 50  Después de que los pilotos comerciales Clarence Chiles y John Whitted informaran de un objeto cilíndrico brillante pasando junto a su avión en 1948, la Fuerza Aérea de EE. UU. comenzó a investigar seriamente la posibilidad de un origen extraterrestre, pero también concluyó que los discos reportados «parecen inconsistentes con los requisitos para viajes espaciales».: 58–59 : 22–23  En una entrevista de 1950 sobre los platillos voladores, Kenneth Arnold dijo, «si no está hecho por nuestra ciencia o nuestras Fuerzas Aéreas del Ejército, estoy inclinado a creer que es de origen extraterrestre». Esta hipótesis extraterrestre fue acompañada por otras teorías inusuales. Meade Layne especuló que provenían de una dimensión alternativa.: 16  Muchas personas afirmaron ser los inventores de los discos pero no podían ofrecer pruebas.: 87–90  Desde 1947 hasta 1970, hubo una amplia gama de explicaciones superpuestas y contradictorias sobre el origen y propósito de los platillos, incluso entre sus defensores.: 32 
Las creencias sobre los platillos voladores fueron influenciadas por la ciencia ficción pulp. El editor de Amazing Stories Ray Palmer pasó de publicar el supuesto verdadero Shaver Mystery a publicar y organizar investigaciones de OVNIs.: 52–56  En 1946, Palmer publicó cartas de Fred Crisman sobre sus encuentros con seres subterráneos. Al año siguiente, Crisman envió a Palmer fragmentos metálicos pálidos junto con un informe de su empleado, Harold Dahl, sobre un platillo volador averiado. Palmer reclutó a Kenneth Arnold para investigar el incidente de la Isla Maury de Crisman y Dahl. Los fragmentos resultaron ser escoria de una fundición local, pero los hombres de negro que Crisman y Dahl afirmaban que los seguían se convertirían en un elemento común en la literatura posterior sobre OVNIs. Gray Barker popularizó la idea de los «hombres de negro» que intimidan o silencian a los testigos de OVNIs en su libro They Knew Too Much About Flying Saucers. Palmer lanzó la revista Fate en 1948, afirmando ofrecer «la verdad sobre los platillos voladores».: 54  Fue la primera de muchas revistas de no ficción sobre lo paranormal, un género que floreció en los años 50.: 3 

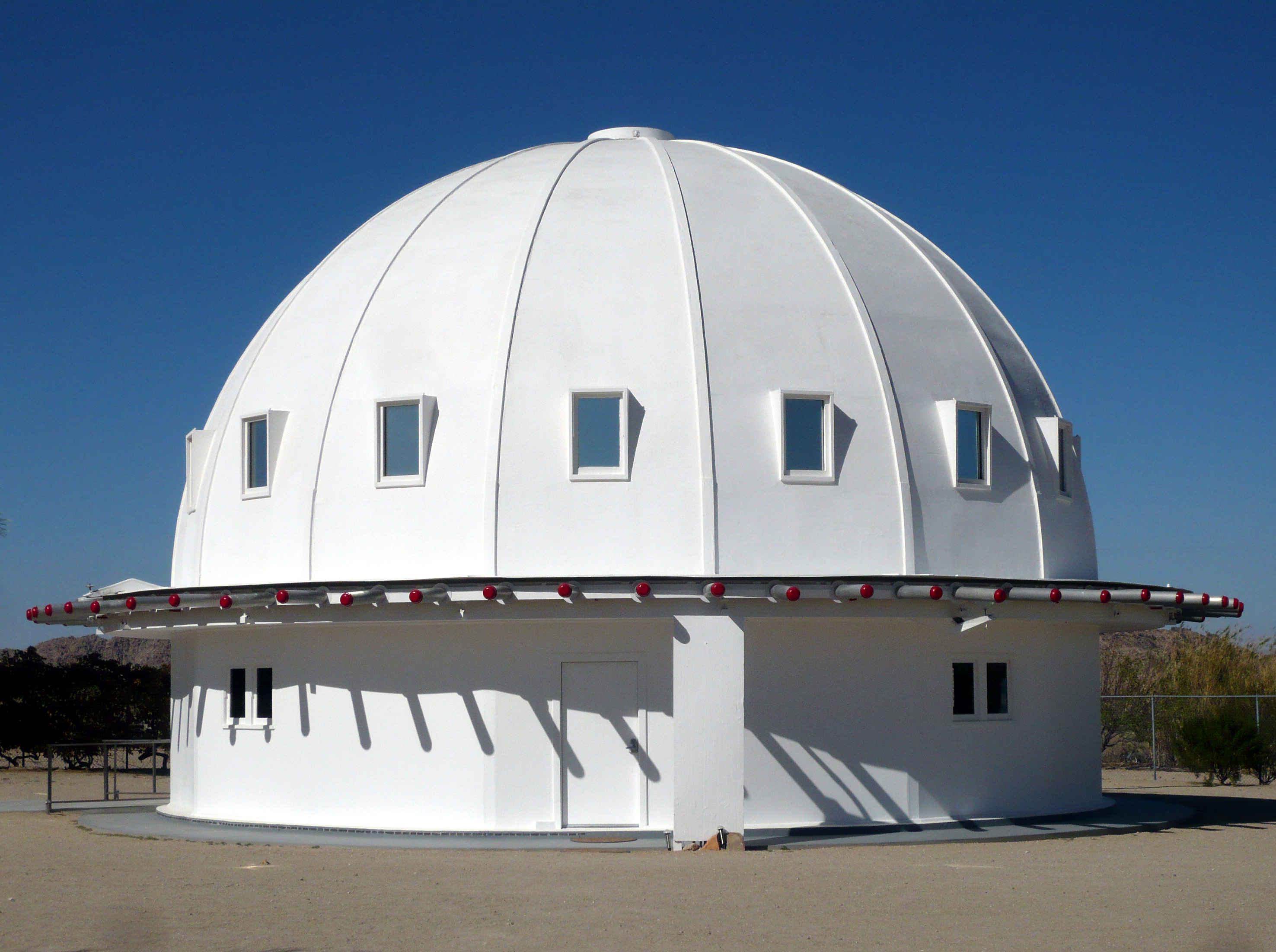
Integratron.

El fenómeno de los platillos voladores se desarrolló durante los años 50.: 83  Fue influenciado por la investigación científica, prácticas ocultistas, cultura popular, religiones existentes y mitos anteriores. En los informes y en los medios populares como la película de 1951 El día que la Tierra se detuvo, los platillos y sus pilotos se caracterizaban como mensajeros.: 275  La primera ola de los llamados contactados, George Van Tassel, George Adamski, Truman Bethurum, Orfeo Angelucci y George Hunt Williamson, todos afirmaron haber viajado a bordo de los platillos y traído mensajes para la humanidad.: 103–119  Surgieron nuevos grupos religiosos e instituciones alrededor de los contactados.: 4  Van Tassel construyó el Integratron, una estructura abovedada cerca de Landers (California), destinada a facilitar un mayor contacto con extraterrestres, rejuvenecimiento físico y una especie de viaje espiritual en el tiempo.: 132  Según George King, fundó la Sociedad Aetherius, un nuevo movimiento religioso influenciado por la teosofía, supuestamente bajo la instrucción directa de un extraterrestre.: 140  Algunas religiones y sectas existentes comenzaron a incorporar los platillos voladores a su corpus. La Nación del Islam enseñaba que el fin del mundo sería provocado por la «Rueda Madre» o «Avión Madre», un platillo volador de 800 metros de ancho.: 280–281  Durante el mismo tiempo que la «Religión Antigua» de Margaret Murray o la hipótesis del culto de las brujas estaba siendo desacreditada en círculos académicos, su idea central (una civilización perdida recordada en mitos) estaba siendo abrazada en la ficción pulp, grupos ocultistas y el creciente movimiento OVNI. Varios autores especularon que astronautas antiguos pilotando OVNIs eran la causa de mitos y religiones. El maestro escolar Robert Dione escribió God Drives a Flying Saucer para replantear los milagros bíblicos y el Milagro del Sol como obra de extraterrestres humanoides pilotando platillos voladores. Más tarde, Erich von Däniken lanzó Chariots of the Gods?, una obra de pseudociencia que atribuía artefactos y monumentos antiguos a esos supuestos astronautas antiguos.

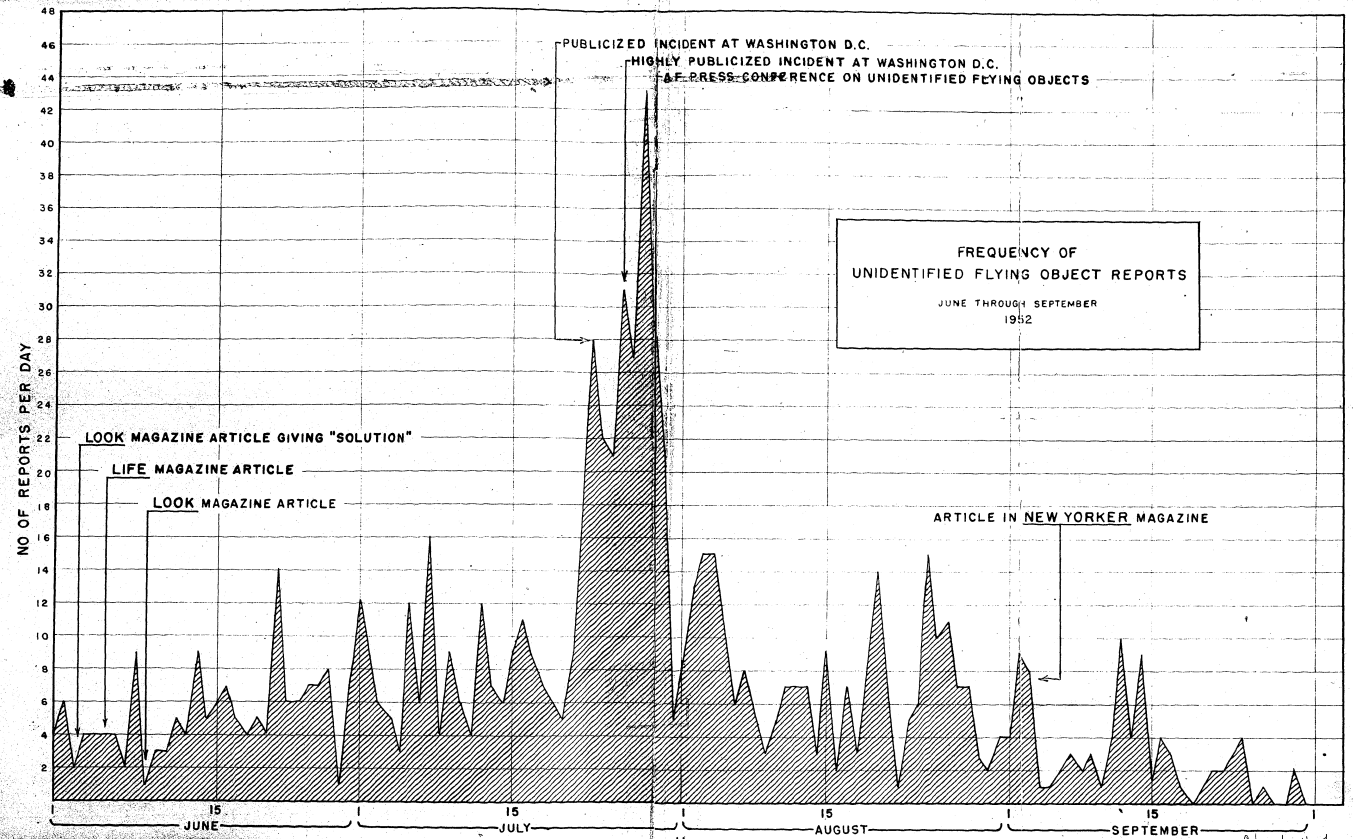
Pico de informes de OVNIs en 1952.

La ufología se desarrolló como un movimiento social paralelo.: 63  El conocido columnista de Variety Frank Scully publicó Behind the Flying Saucers en 1950. El libro presenta el engaño del platillo estrellado de Aztec, Nuevo México como el relato verídico de una nave extraterrestre que «aterrizó suavemente en la tierra como Sonja Henie imitando un cisne moribundo» y fue recuperada por el gobierno de Estados Unidos. Los embaucadores fueron condenados por fraude por vender equipos de radiestesia inútiles a la industria petrolera basándose en un supuesto origen extraterrestre, pero el libro describía a uno de los hombres como un doctor con «más títulos que un termómetro».: 34  Donald Keyhoe adoptó un enfoque de «tuercas y tornillos» a la idea de que el gobierno encubriera la vida extraterrestre en su libro de 1950 The Flying Saucers Are Real.: 18, 109  Cuando la popular y respetada revista Life publicó Have We Visitors From Space? en 1952, tomando en serio las ideas de visitantes extraterrestres, siguió una oleada de avistamientos.: 123  Los avistamientos de 1952 impulsaron a Leonard H. Stringfield a formar un grupo de investigación temprana de OVNIs llamado el Grupo de Investigación Civil de Fenómenos Aéreos y a publicar investigaciones sobre OVNIs.: 96  Albert K. Bender inició su propia Oficina Internacional de Platillos Voladores en Bridgeport, Connecticut, en 1952.: 97  Influenciado por estas obras, James W. Moseley comenzó a recorrer el país entrevistando testigos y distribuyendo un boletín para la creciente subcultura de los platillos.: 98 
En una década desde los primeros avistamientos de platillos, los informes se extendieron a otros países, lo que llevó a la aparición de grupos locales y ufólogos.: 103  Antonio Ribera fundó el Centro de Estudios Interplanetarios en España, y Edgar Jarrold creó la Oficina Australiana de Platillos Voladores.: 104  En Francia, los grupos OVNIs se superponían con grupos ocultistas y el movimiento antinuclear.: 108  Los informes se han hecho con mayor frecuencia en los países donde operan grupos OVNIs, como Estados Unidos, Francia, España, Reino Unido, Brasil, Chile y Argentina. Para el final de la década, el autor de The Case for the UFO Morris K. Jessup reflexionó sobre su campo: «Esta ciencia embrionaria está tan llena de cultos, disputas y dogmas como un perro de pulgas. Probablemente hay tantas opiniones sobre la naturaleza y el propósito de los OVNIs como ufólogos».: 115 
La fotografía de OVNIs surgió como un subgénero de la fotografía documental, mostrando a menudo discos borrosos o abstractos enmarcados por entornos cotidianos. Ejemplos notables incluyen las fotografías de McMinnville de 1950,: 207–208  las Fotografías OVNI de Passaic, y las fotografías del contactado George Adamski. Algunas de las supuestas fotografías de platillos voladores de la época fueron engaños, creadas usando objetos cotidianos como tapacubos. El científico alemán de cohetes Walther Johannes Riedel analizó las fotos de OVNIs de George Adamski y encontró que eran falsas. Los «soportes de aterrizaje» del OVNI eran bombillas General Electric con logotipos GE visibles en ellas. El investigador de OVNIs Joel Carpenter identificó el cuerpo del «platillo volador» de Adamski como la pantalla de una lámpara industrial de los años 30.
Los platillos voladores ahora se consideran retro y emblemáticos de los años 50 y de las películas de ciencia ficción de serie B de esa década. El término «platillo volador» fue gradualmente reemplazado por «OVNI» y más tarde por «FANI». Los discos dejaron de ser la forma estándar en los informes de OVNIs, y se informaron una mayor variedad de objetos. Los informes desde los años 80 describen con mayor frecuencia OVNIs esféricos y triangulares.

## Descripción

### Identificación

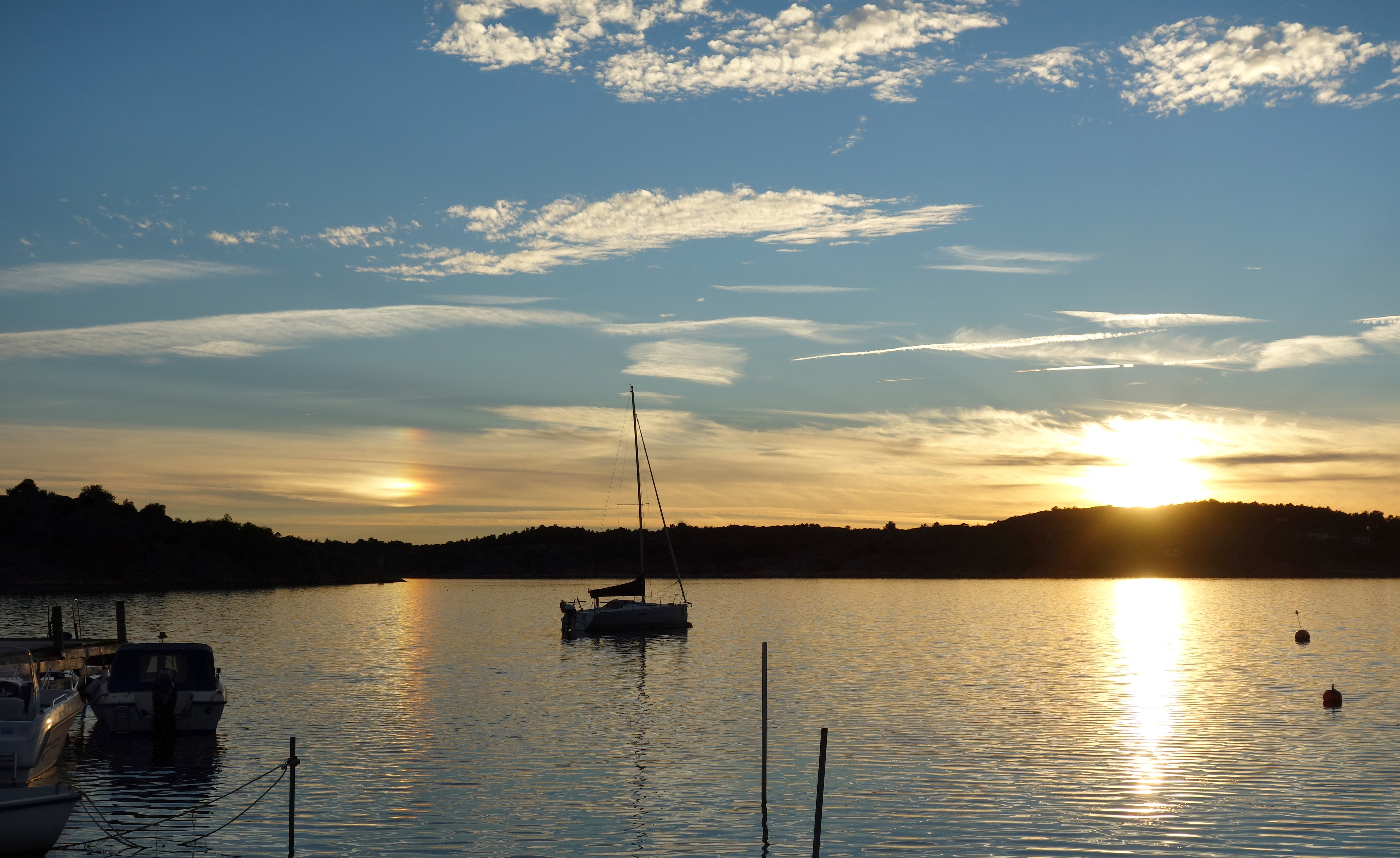
Un parhelio causado por cristales de hielo, visible a la izquierda del sol.

Los expertos han identificado la mayoría de los informes de platillos voladores y otros ovnis con fenómenos conocidos. Las investigaciones del gobierno británico en la década de 1950 concluyeron que la gran mayoría de los informes eran identificaciones erróneas o engaños.: 111  Las explicaciones comunes para los avistamientos de platillos incluyen el planeta Venus, fenómenos meteorológicos como cristales de hielo, globos meteorológicos y basura aérea. La Marina de los Estados Unidos y la División de Investigación Aeronáutica de General Mills lanzaron miles de globos espía Skyhook ultrasecretos a mediados de la década de 1950. Debido a que flotaban a gran altitud, era difícil juzgar su velocidad, y fueron ampliamente reportados como platillos voladores. El piloto de la Guardia Nacional Aérea de Kentucky, Thomas Mantell, murió mientras perseguía un objeto redondo desconocido «de tamaño tremendo»,: 18–22  identificado posteriormente como un globo Skyhook. Los medios de comunicación informaron que Mantell se estrelló «persiguiendo un platillo volador», y algunos globos Skyhook perdidos fueron rastreados utilizando informes de avistamientos de ovnis.
A mediados de la década de 1950, los psicólogos comenzaron a estudiar por qué las personas creían en platillos voladores a pesar de la falta de pruebas. El psiquiatra francés Georges Heuyer veía el fenómeno como una especie de «folie à deux» global o delirio compartido, desencadenado por el miedo a un posible holocausto nuclear.: 182  En la década de 1970, el investigador francés de ovnis Michel Monnerie comparó informes que luego fueron identificados con aquellos que permanecieron sin explicación. Monnerie encontró que no había diferencia en la frecuencia de fenómenos paranormales reportados junto con los avistamientos identificados como objetos mundanos conocidos. Estos hallazgos lo llevaron a desarrollar la tesis de que las experiencias específicas de platillos eran un proceso «psicosocial» de creación de mitos desencadenado, pero no causado, por fenómenos aéreos. Esta hipótesis psicosocial de los ovnis se convirtió en una explicación popular en Francia.: 249–250 

### Avistamientos reportados

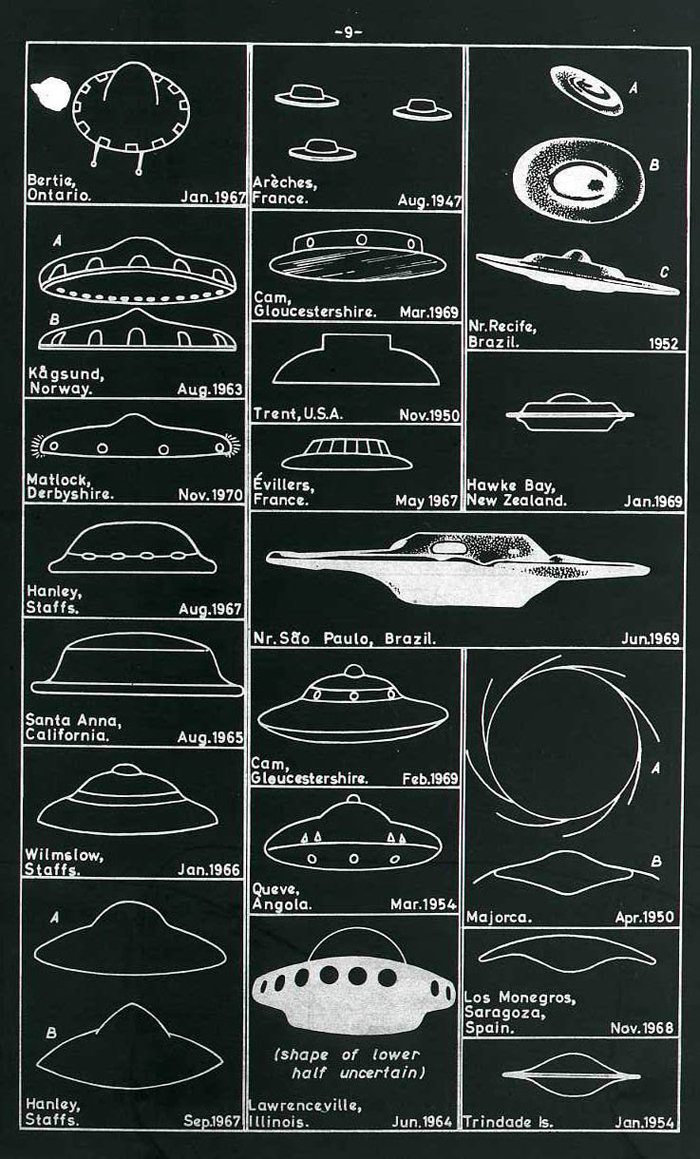
Bocetos de platillos voladores reportados (de los Archivos Nacionales del Reino Unido).

Las descripciones de testigos varían en apariencia, movimiento y propósito. En un resumen de 1963 sobre platillos voladores, el astrónomo Donald Howard Menzel encontró algunos rasgos generales en los avistamientos, pero señaló que «ningún informe describe exactamente el mismo tipo de ovni».: 7  Menzel encontró que los platillos generalmente se reportaban como redondos, pero incluían objetos con forma de plato sopero del revés, lágrimas, cigarros, frijoles, el planeta Saturno y husos. A menudo se reportaban con una cúpula o protuberancia en forma de perilla en la parte superior. Las estimaciones de tamaño variaban desde 6 metros hasta más de 600 metros de diámetro. Menzel encontró platillos reportados en casi todos los colores, a menudo brillantes o parpadeantes. Los avistamientos tenían poca consistencia en el movimiento reportado. Los testigos describieron escuchar sonidos que iban desde un trueno hasta un silencio total. Los avistamientos típicamente ocurrían por la noche, alrededor del atardecer o el amanecer. Casi todos los testigos describieron platillos distantes en vuelo. Menzel concluyó: «Ningún fenómeno único podría mostrar tal variedad infinita».: 9 
Si un testigo describe a la tripulación de un platillo, generalmente los considera extraterrestres. Los alienígenas grises gradualmente se convirtieron en el tipo de piloto más reportado, pero se han informado una amplia gama de seres. La diversidad fue mayor en las décadas de 1950 y principios de 1960, cuando los testigos reportaron a los extraterrestres como peludos, sin pelo, monstruosos, hermosos, gigantescos, enanos, robóticos, insectoides, aviares, nórdicos o de piel gris. El historiador Greg Eghigian argumenta que esta estandarización gradual indica un proceso cultural para crear un diseño ampliamente reconocible.
Los testigos consistentemente describen y representan a los platillos voladores como superiores a la tecnología contemporánea. Al comparar los informes de platillos de 1947 con los dirigibles misteriosos de la década de 1890, el sociólogo Robert Bartholomew encontró que las observaciones reclamadas «reflejaban las expectativas sociales y culturales populares de cada período».: 209  Los avistamientos de dirigibles misteriosos de la década de 1890 incluían detalles como cascos metálicos, hélices, reflectores y alas grandes.: 195  Los avistamientos de 1947, que ocurrieron meses antes de que Chuck Yeager rompiera la barrera del sonido, enfatizaban la «increíble velocidad» de los platillos voladores.: 171  Mientras que la mayoría de los informes de 1947 se centraban en la velocidad, esto cayó al 41 por ciento en 1971 y al 22 por ciento en 1986.: 173–174  En la década de 1950, los platillos voladores flotantes se asociaban con contactados y engaños. Para 1986, casi la mitad de los ovnis reportados se decía que flotaban lentamente o permanecían inmóviles.: 174 

### Representaciones ficticias
En los medios populares, los platillos voladores experimentaron un cambio en el movimiento similar al cambio en los informes de testigos. Las primeras representaciones enfatizaban maniobras de alta velocidad, pero los medios posteriores cambiaron gradualmente a discos que flotaban lentamente.: 173–175  Las primeras películas como The Flying Saucer (1950) y series cinematográficas como Bruce Gentry – Daredevil of the Skies (1949) muestran platillos pasando a gran velocidad. El día que la Tierra se detuvo (1951) menciona altas velocidades rastreadas por radar, pero también incluye una escena de aterrizaje lento. La serie de televisión de los años 60 The Invaders presenta prominentemente una escena de aterrizaje lento en cada episodio. Muchas películas icónicas de platillos voladores posteriores, incluyendo Encuentros en la tercera fase (1977) y Fuego en el cielo (1993), representan movimientos flotantes y lentos.: 175 

## Cultura popular
Desde finales de la década de 1940, los discos volantes se han asociado cada vez más con una concepción cultural de los extraterrestres que refleja las ansiedades sociales y políticas del siglo XX. Los platillos voladores ficticios representan preocupaciones sobre la guerra atómica, la Guerra Fría, la pérdida de integridad corporal, la xenofobia, el secreto gubernamental y la pregunta de si la humanidad está sola en el universo. Los informes de testigos influyeron en los medios populares, lo que llevó a un mayor interés en los platillos voladores. Para la película La Tierra contra los platillos volantes, el productor Charles H. Schneer adaptó los libros sobre ovnis de Donald Keyhoe para el guion, mientras que el artista de efectos especiales Ray Harryhausen consultó con el contactado George Adamski sobre el diseño del platillo. No se ha encontrado correlación entre el estreno de grandes películas de ovnis y picos en los avistamientos.: 222  Un disco, a menudo abovedado o que emite un rayo de luz, se ha convertido en un símbolo visual para los extraterrestres. En 2017, se añadió el emoji de platillo volador a Unicode.
Aunque el símbolo ahora significa vida extraterrestre, motivos similares tuvieron significados religiosos y astronómicos no relacionados en el pasado. Algunos ufólogos han intentado reinterpretar el arte premoderno para apoyar afirmaciones pseudohistóricas de interacciones alienígenas antiguas con la humanidad. Los ufólogos afirman que las primeras representaciones de discos volantes pueden establecer una base histórica para su existencia como naves físicas o algún otro tipo de fenómeno externo. Sin embargo, los expertos han explicado consistentemente las supuestas representaciones de ovnis antiguos como artefactos de las culturas que los producían. Por ejemplo, el pintor renacentista italiano Carlo Crivelli colocó un elemento en forma de disco en su retablo de 1486 La Anunciación con San Emigdio que el historiador de arte Massimo Polidoro describió como «un vórtice de ángeles en las nubes». Los artistas y espectadores de la época entendían esto como un dispositivo artístico que representaba la influencia del Dios cristiano, no extraterrestres. El dispositivo se ve más claramente en muchas obras contemporáneas, notablemente en la Anunciación de Luca Signorelli de 1491.

### Literatura
Varios precursores de los platillos voladores modernos aparecieron en la literatura de ciencia ficción, incluyendo The Shaver Mystery. Las historias de Richard Sharpe Shaver sobre una civilización tecnológicamente avanzada de «robots perjudiciales» dentro de la Tierra fueron publicadas como un relato verídico de su vida. La reacción negativa de la comunidad de ciencia ficción se trasladó a la literatura de ovnis. Los platillos aparecieron en la ciencia ficción convencional, pero surgió un género que trataba las historias fantásticas como verdaderas o plausibles. El número debut de la revista Mystic preguntaba a los lectores: «Cuando leas esta historia, te dirás que es ficción; los editores te aseguran que lo es. Pero, ¿y si no lo fuera?» La novela de ciencia ficción The Fortec Conspiracy se nutrió y alimentó los rumores de platillos estrellados. Los principales periódicos rara vez reseñaban libros sobre platillos, pero publicaban sus anuncios sensacionalistas que afirmaban probar que los platillos habían aterrizado o estaban siendo encubiertos. El estudioso de estudios culturales Jonathan Gray describe este tipo de anuncios alarmistas ampliamente vistos como un paratexto (relacionado con el texto central pero no parte de él), que puede llegar a una audiencia mucho más amplia que el texto mismo.

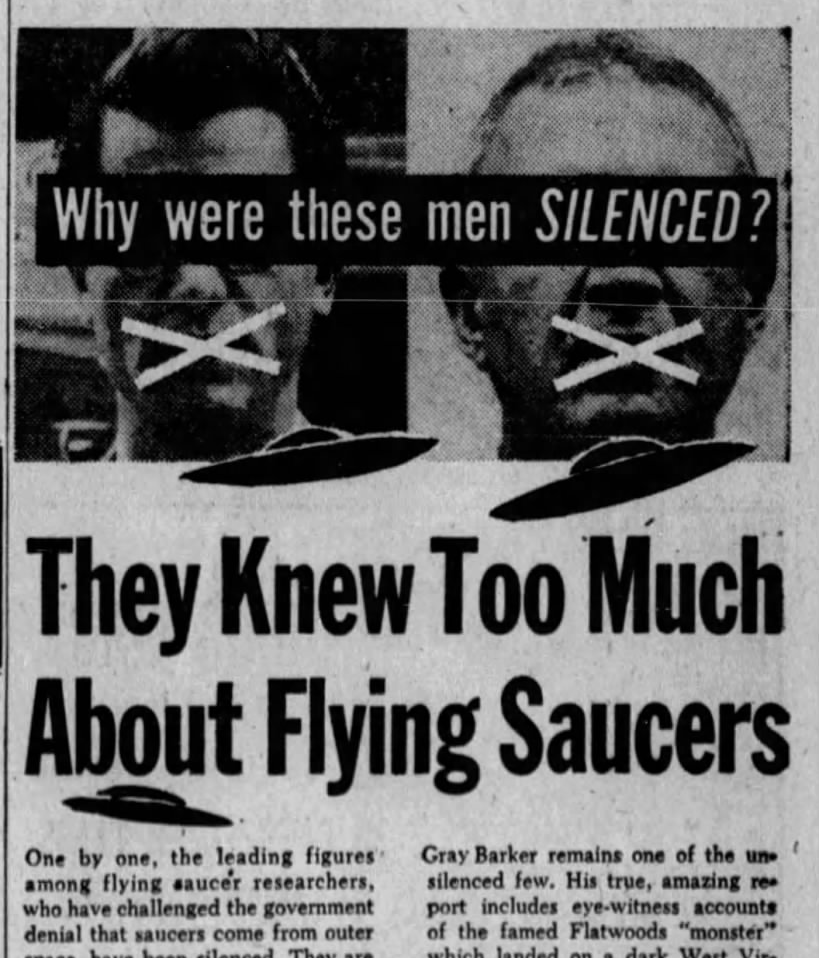
Anuncio formateado como un artículo de periódico.

Los anuncios aprovecharon el interés cultural en los platillos voladores desde los primeros informes. Las revistas se promocionaban como ofreciendo explicaciones escépticas y desmitificadoras del fenómeno. Desde 1947 hasta la década de 1970, la comercialización aprovechó el potencial de los discos como tecnología avanzada. Para la década de 1980, los platillos en los anuncios se usaban para evocar asombro hacia sus posibles pilotos más que futurismo.
Los extraterrestres y los discos volantes eran comunes en los cómics de ciencia ficción de la década de 1950 que florecieron después de la Edad de Oro de los cómics. Lanzada en la década de 1960, la antología de cómics UFO Flying Saucers presentaba ilustraciones de supuestos avistamientos reales. La portada de su primer número declaraba: «¡Nuestros científicos los han visto! ¡Nuestros aviadores los han combatido!» A medida que avanzaba la década de 1950, los antiguos lectores de revistas pulp dirigieron su atención al creciente medio de la televisión.

### Cine y televisión

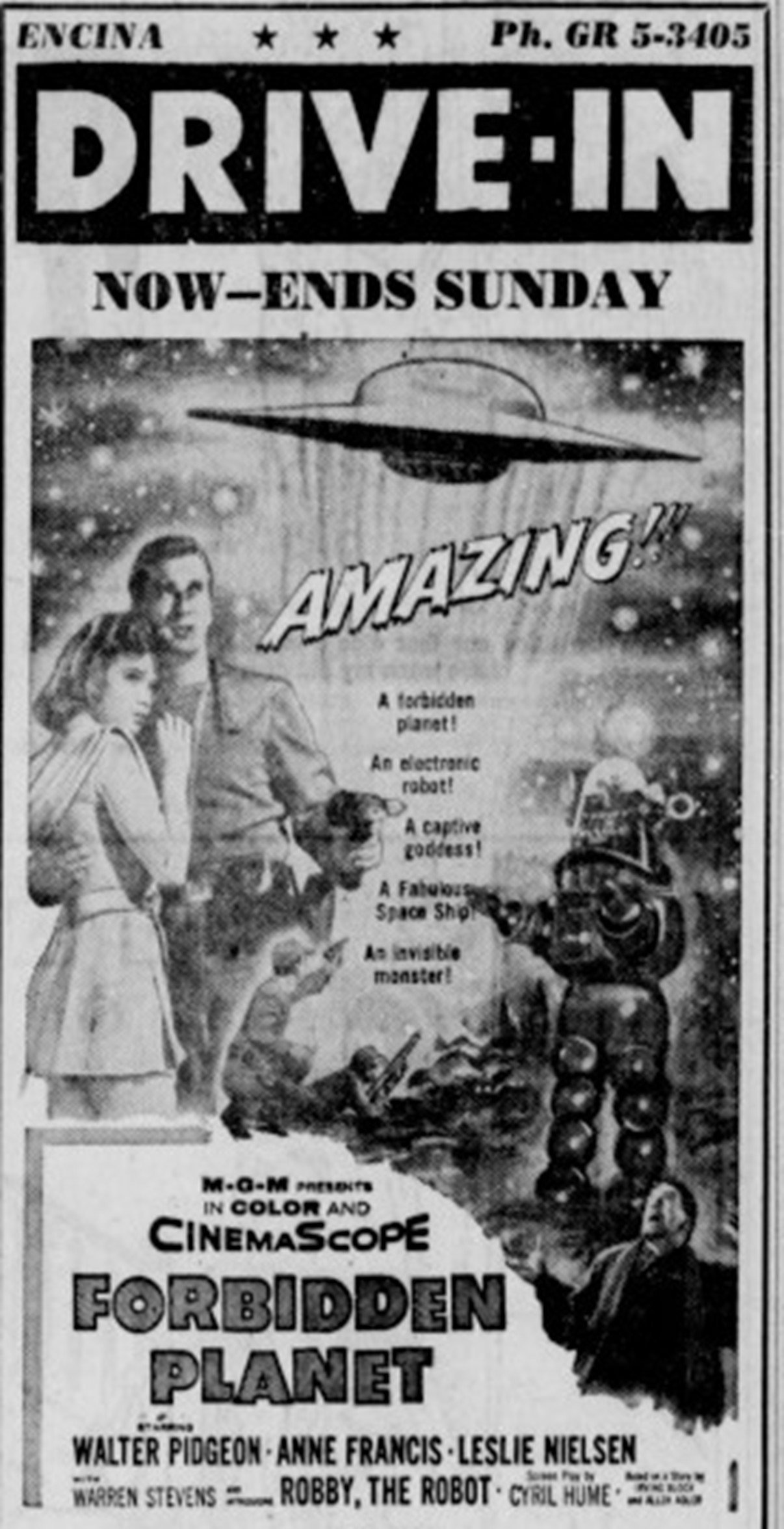
Cartel de cine para un autocine que muestra «Forbidden Planet».

Muchas representaciones tempranas de platillos voladores los vinculaban con la Guerra Fría.: 65  La serie cinematográfica de 1949 Bruce Gentry – Daredevil of the Skies presentaba un platillo volador hecho por humanos, y la película de 1950 The Flying Saucer se centraba en el espionaje de la Guerra Fría.: 65  Las películas de platillos de la década de 1950 presentaban pilotos extraterrestres, pero muchas continuaban centrándose en los temores de la Guerra Fría.: 14, 67  El enigma de otro mundo (1951) fue una adaptación libre de Who Goes There? de John W. Campbell, actualizada para incluir extraterrestres y reubicada en Alaska, donde los estadounidenses temían un ataque ruso.: 44  Más tarde ese año, Ultimatum a la Tierra tenía a su extraterrestre de apariencia humana Klaatu dando advertencias explícitas al público sobre un posible holocausto nuclear.: 4  Ambas películas fueron éxitos financieros que establecieron el mercado para un subgénero de «visitantes extraterrestres» en la ciencia ficción que fusionaba platillos voladores con tropos de la space opera existentes.: 66  Los discos lentamente flotantes, como el de la escena de aterrizaje en Ultimatum a la Tierra, aparecieron en toda la ciencia ficción, incluyendo It Came from Outer Space (1953), La Tierra contra los platillos voladores (1956) y la serie de televisión Los invasores.: 175  Mientras que los contactados describían a los extraterrestres como mensajeros benévolos, las películas de Hollywood a menudo los representaban como antagonistas monstruosos.: 222 
Otros países adaptaron el fenómeno mayoritariamente estadounidense en diferentes momentos, añadiendo elementos de la cultura local. Las primeras películas británicas fueron producciones de bajo presupuesto como Devil Girl from Mars (1954) y Stranger from Venus (1954). Los cineastas japoneses incorporaron discos volantes e invasores extraterrestres a la tradición del «''tokusatsu''» en películas de mediados de los 50 como Fearful Attack of the Flying Saucers y Warning from Space. El cine indio comenzó a incorporar invasores extraterrestres en la década de 1960, comenzando con la película en tamil Kalai Arasi. Una adaptación de Bankubabur Bandhu de Satyajit Ray nunca se completó, pero pudo haber influido en otras obras de ciencia ficción. En España, los programas de televisión con temática alienígena se volvieron populares en la década de 1960.: 174 
Los platillos voladores se extendieron rápidamente a otros géneros. En la adaptación futurista de 1956 de Metro-Goldwyn-Mayer de la obra de William Shakespeare El sueño de una noche de verano, Planeta prohibido, los humanos viajan por el espacio en el «Crucero de los Planetas Unidos C-57D», una nave que se asemeja a un platillo volador. Los episodios de The Twilight Zone, The Monsters Are Due on Maple Street, Third from the Sun, Death Ship, To Serve Man, The Invaders y On Thursday We Leave for Home hacen uso del icónico platillo de «Forbidden Planet». El «C-57D» fue seguido por otras naves en forma de disco en la ciencia ficción más amplia, como la Júpiter 2 de la serie de televisión Perdidos en el espacio (1965–1968). Los platillos aparecieron en la serie de televisión Babylon 5 (1994–1998) como naves estelares usadas por una raza llamada los Vree. Los extraterrestres en la película Independence Day (1996) atacan a la humanidad en inmensas naves espaciales en forma de platillo del tamaño de ciudades.

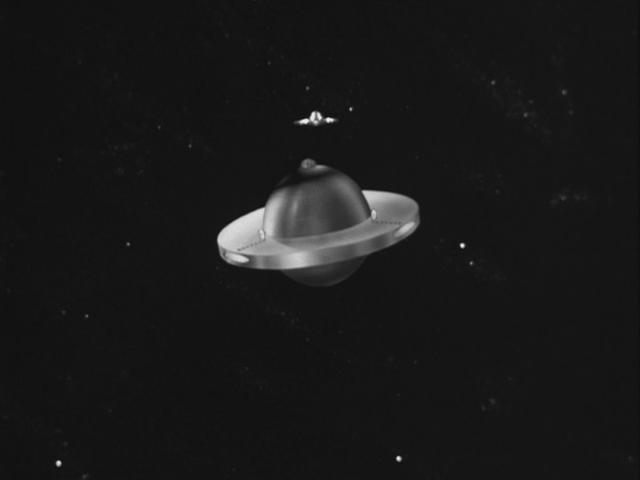
Un platillo volador y su nave nodriza en «Plan 9 del espacio exterior» (1957).

Los platillos voladores fueron luego reemplazados por otros conceptos y cayeron en desuso entre los cineastas de Hollywood.: 106  Después de 1956, las películas de platillos estadounidense eran principalmente películas de serie B. Plan 9 from Outer Space es famosa por sus platillos de «bandeja de pastel» colgando de alambres de piano visibles.: 62, 93  Los programas de televisión y las películas británicas continuaron representando discos volantes e invasores extraterrestres en la década de 1960.: 106  Varios diseños de platillos han aparecido en Doctor Who, como los usados por los Daleks en Doctor Who: Los Daleks invaden la Tierra o los Cyberman en El décimo planeta. Italia produjo una ola de películas de bajo presupuesto, a menudo space operas o comedias, incluyendo Omicron (1963) y Il disco volante (1964).: 107–122  Para finales de la década de 1960, Japón, Italia y Gran Bretaña dejaron de producir películas de platillos en gran medida.: 143  Las naves en forma de disco cayeron en desuso en la ciencia ficción directa, pero continuaron usándose irónicamente en comedias. La imagen a menudo se invoca retrofuturísticamente para producir una sensación nostálgica en obras de época. Por ejemplo, Mars Attacks! (1996) se basa en el platillo volador clásico como parte de su sátira más amplia de los tropos de las películas de serie B de los años 50.

### Arquitectura

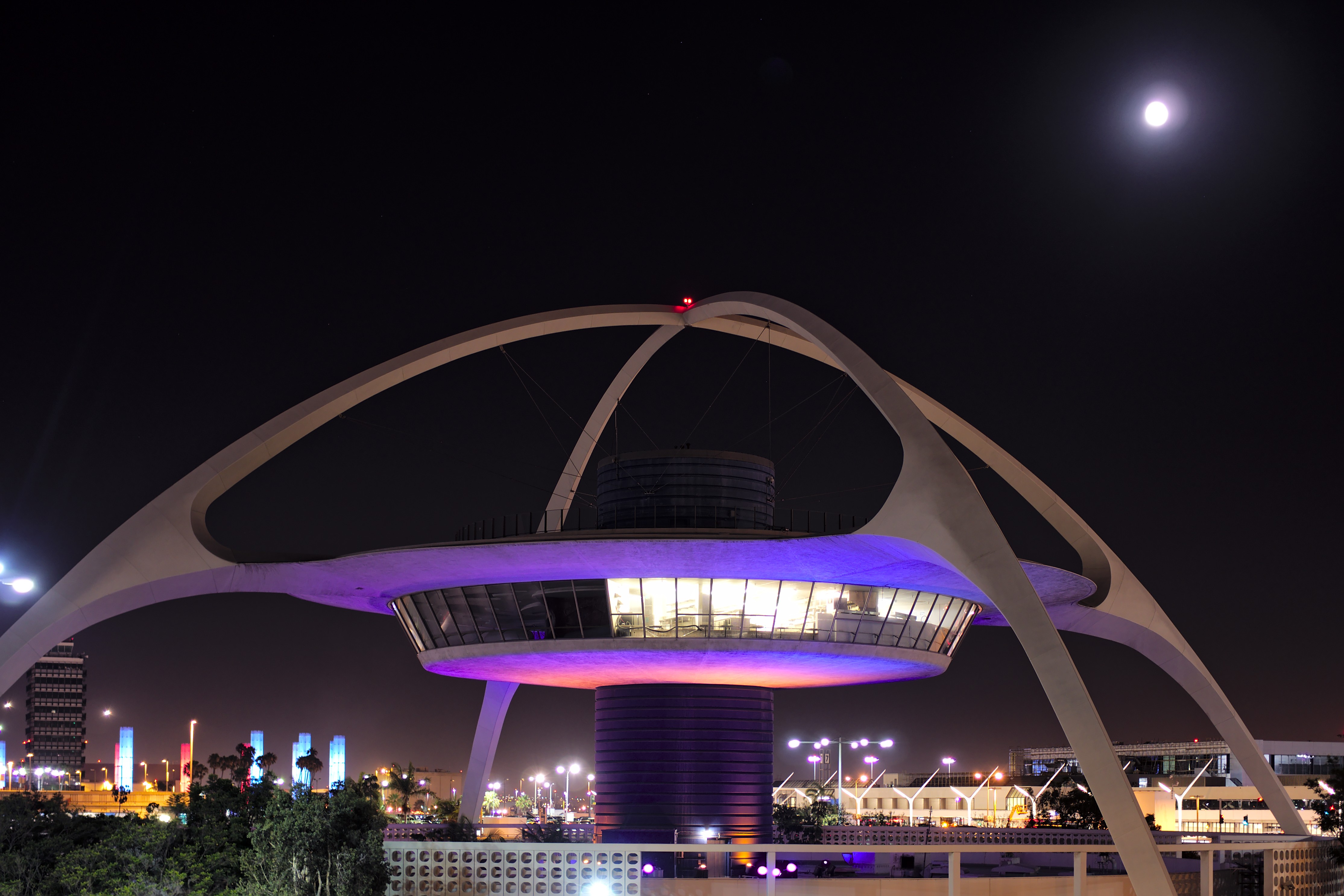
El Edificio Temático de LAX en Los Ángeles, California, es un ejemplo de arquitectura Googie.

El elegante platillo volador plateado es ampliamente considerado un símbolo de la cultura de la década de 1950. Este motivo es común en la arquitectura Googie y la decoración de la Era Atómica. Estructuras notables de platillos voladores incluyen la Space Needle de Seattle y el Theme Building del Aeropuerto Internacional de Los Ángeles. La arquitectura Googie en California, como la casa Chemosphere, influyó en las estructuras futuristas de la serie de dibujos animados de los años 60 Los Supersónicos. La serie popularizó el estilo hasta tal punto que a menudo se le conoce como el «estilo Supersónicos». El arquitecto Frank Lloyd Wright, quien colaboró en el diseño del platillo volador en Ultimatum a la Tierra, continuó utilizando el motivo del platillo volador como elemento arquitectónico. La Iglesia Ortodoxa Griega de la Anunciación de Wright en Wauwatosa, Wisconsin (Estados Unidos) está coronada por una cúpula aplanada de más de treinta metros de ancho.

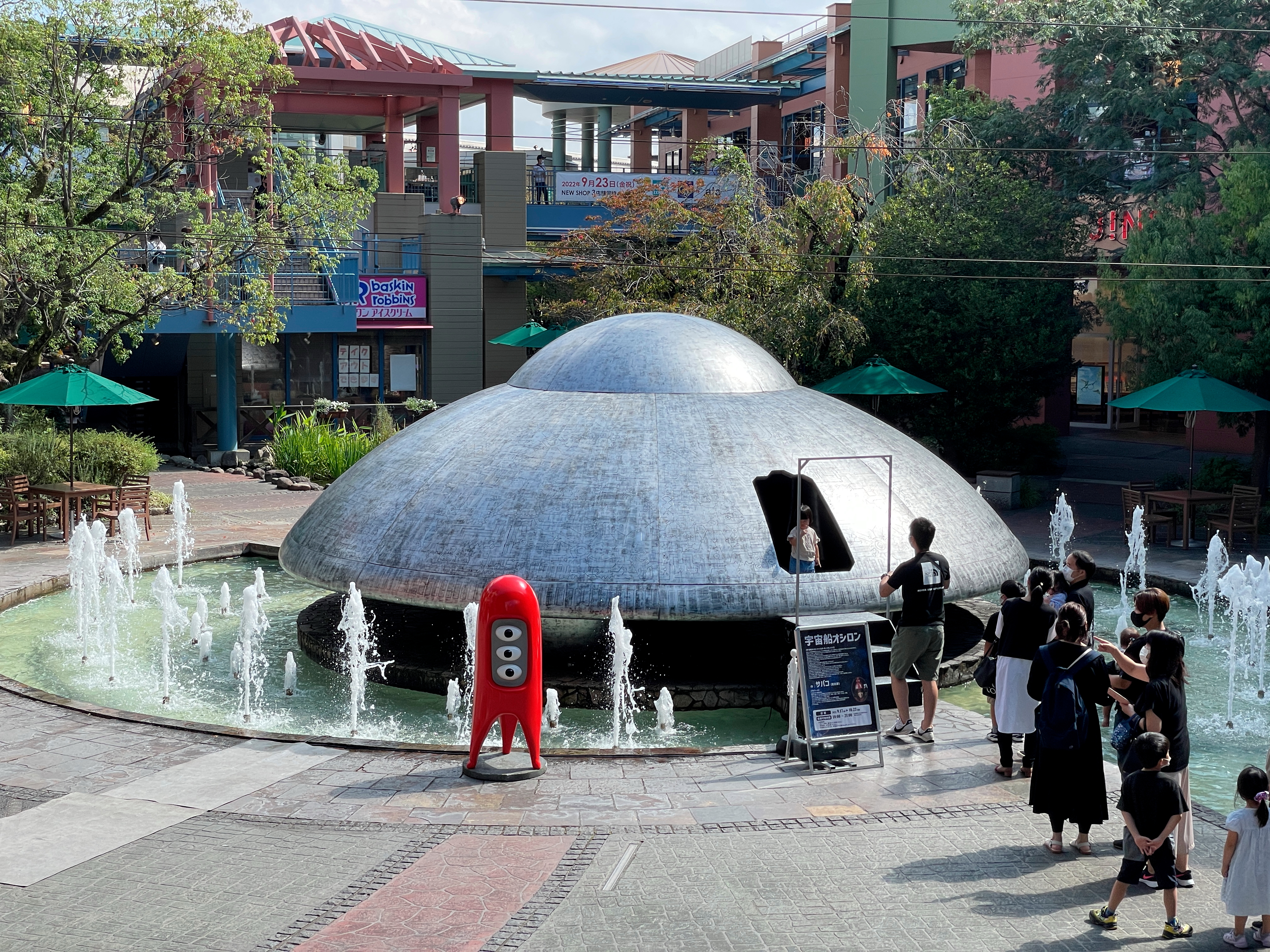
Modelo de exhibición de un platillo volador (2022).

Las naves espaciales son uno de los temas de la arquitectura novedosa. También conocida como arquitectura mimética, la arquitectura novedosa es la práctica de crear estructuras con formas de otros objetos existentes. La Estación de Autobuses de Kielce de la época comunista en Kielce (Polonia) fue diseñada por el arquitecto Edward Modrzejewski para parecerse a un ovni. La histórica arena emblemática en Katowice (Polonia) se llama Spodek (en polaco, «platillo») por su parecido con los platillos de la ciencia ficción de los años 60. Otras estructuras de ovnis modernistas y brutalistas incluyen el Instituto Ucraniano de Información Científica, Técnica y Económica, el monumento de hormigón Monumento de Buzludzha en Bulgaria, el Most SNP en Bratislava, y El Platillo Volador en Sharjah (Emiratos Árabes Unidos). El Ovni de Westall fue conmemorado con el Parque UFO de la Reserva Grange, que cuenta con un ovni con toboganes rojos inspirado en el avistamiento reportado. Roswell (Nuevo México), es un destino turístico de ovnis en el suroeste de los Estados Unidos. Muchas estructuras en Roswell, incluidas las farolas y el McDonald's, están diseñadas con temas alienígenas. Moonbeam (Canadá), tiene un extraterrestre como mascota y un prominente platillo volador en su centro de bienvenida al borde de la carretera. Los hogares en forma de ovni incluyen las cápsulas Futuro diseñadas por Matti Suuronen, las antiguas Casas ovni de Sanzhi del Distrito de Sanzhi (Taiwán), y la icónica casa del artista Harry Visser en Roodepoort (Sudáfrica).

### Cultura popular de masas

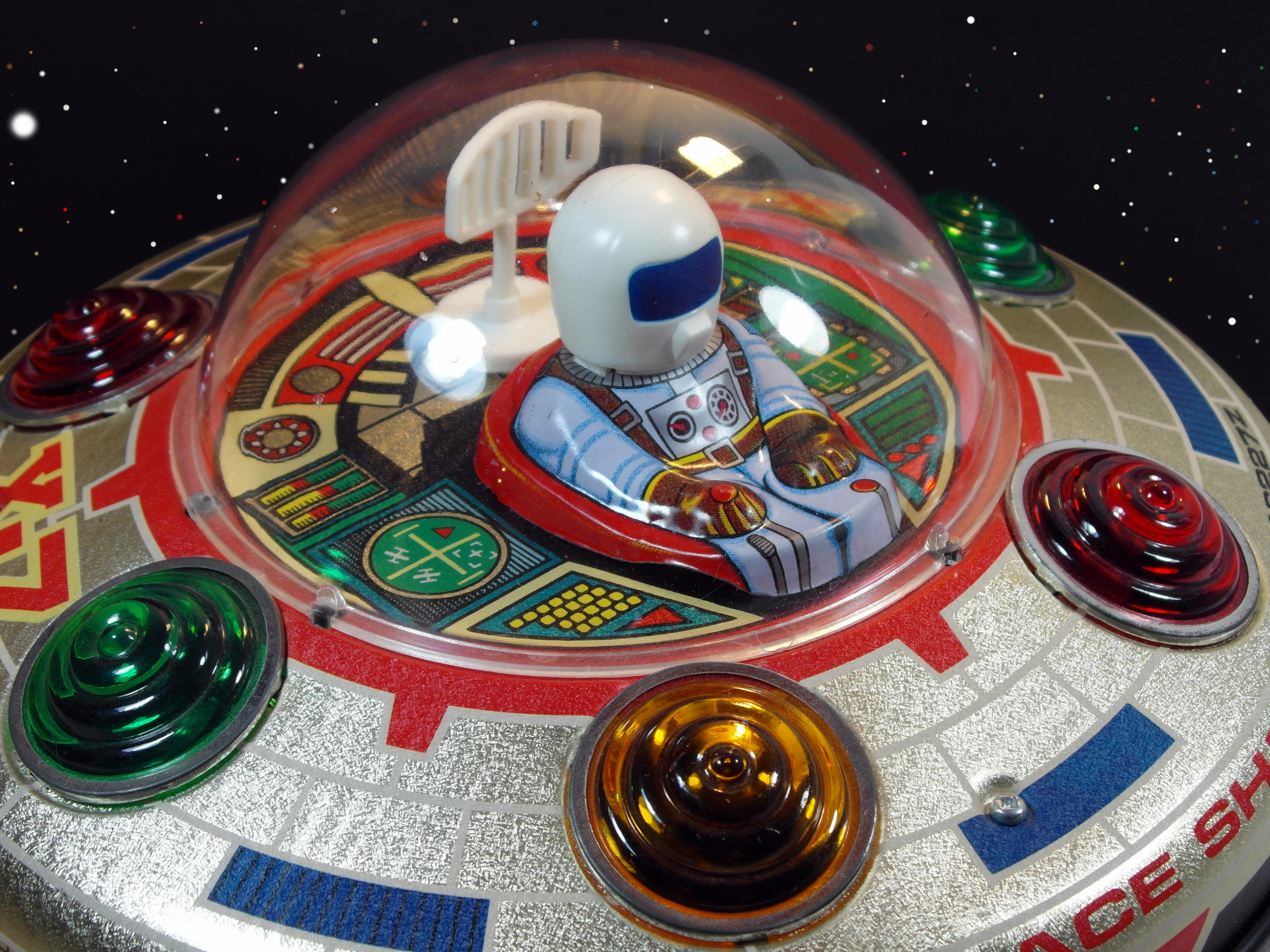
Ovni de hojalata operado por batería.

Los platillos voladores fueron una parte ubicua de la cultura popular desde 1947 hasta mediados de la década de 1970. Los motivos de discos volantes se utilizaron en juguetes y otras novedades poco después de los primeros informes. El frisbee fue lanzado en 1948 y inicialmente se comercializó como «platillo volador». Los dulces en forma de platillo volador fueron introducidos en la década de 1950 cuando un productor belga de obleas de comunión experimentó una caída en las ventas. Junto con otros dulces antiguos, desde entonces han experimentado un renovado interés de los clientes como «retro». En las décadas de 1950 y principios de 1960, Japón fue un importante fabricante de juguetes de hojalata a menudo con temas espaciales como robots, cohetes y discos volantes. A lo largo de la década de 1950, músicos como Billy Lee Riley, Jesse Lee Turner y Betty Johnson lanzaron canciones novedosas sobre discos volantes e invasores extraterrestres. Bill Buchanan y Dickie Goodman lanzaron el primer disco de interrupción, The Flying Saucer, que tomó la forma de una transmisión de noticias simulada que cubría una invasión extraterrestre. Disneyland abrió Flying Saucers, una atracción donde los visitantes podían pilotar un disco flotante inclinando su propio cuerpo.
Los videojuegos tienen una larga historia de representar platillos voladores, típicamente como antagonistas. En las salas de juegos, los populares juegos de disparos tempranos Asteroids (1979) y Space Invaders (1978) presentaban platillos voladores como enemigos «de bonificación» que solo emergían brevemente. Super Mario Land, uno de los títulos de lanzamiento de Nintendo para la Game Boy original, contenía naves espaciales modeladas según fotografías de George Adamski y ambientadas entre varios monumentos falsamente atribuidos a astronautas antiguos, como las Pirámides de Egipto y los Moai monolíticos de la Isla de Pascua. La serie X-COM encarga a los jugadores contrarrestar una invasión de extraterrestres que aterrizan en la Tierra en discos volantes. Los platillos han aparecido como una nave que los jugadores pueden controlar en Fortnite, Destroy All Humans y Spore.